# Lee In-chang
Lee In-chang (kor.이 인창; ur. 24 marca 1956) – południowokoreański zapaśnik w stylu klasycznym. Olimpijczyk z Montrealu 1976, gdzie odpadł w eliminacjach w kategorii 48 kg.